# Lazuri, Gorj
Lazuri este un sat în comuna Scoarța din județul Gorj, Oltenia, România.

## Vezi și
- Biserica de lemn din Lazuri, Gorj

 Acest articol despre o localitate din județul Gorj este deocamdată un ciot. Puteți ajuta Wikipedia prin completarea lui.